# Agrostis sikkimensis
Agrostis sikkimensis är en gräsart som beskrevs av Norman Loftus Bor. Agrostis sikkimensis ingår i släktet ven, och familjen gräs.
Artens utbredningsområde är Sikkim. Inga underarter finns listade i Catalogue of Life.